# Nils Ulfsson (Läma)
Nils Ulfsson (Läma), född på 1300-talet, död 24 april 1400, var en svensk präst.

## Biografi
Nils Ulfsson (Läma) var son till riddaren Ulf Håkansson (Läma) och Katarina Knutsdotter (ginbalk). Han nämns första gången 1353 tillsammans med sin far. Nils Ulfsson var 1381 medlem i Kleresiet och kallades då herre. Han var från 1386 till 1394 kyrkoherde i Lofta församling och 1397 kanik i Linköping. Nils Ulfsson var från 1398 till 11 maj 1399 kantor i Linköpings domkapitel. Han avled troligen 1400.

### Egendom
Nils Ulfsson ägde jord i Vifolka härad och Gullbergs härad i Östergötland och i Färentuna härad och Trögds härad i Uppland.